# Sewerny (Kaliningrad, Bagrationowsk)
Sewerny (russisch Северный) ist ein Ort in der russischen Oblast Kaliningrad und gehört zur Landgemeinde Niwenskoje im Rajon Bagrationowsk.

## Geographische Lage
Sewerny liegt 20 Kilometer nördlich der Kreisstadt Bagrationowsk (Preußisch Eylau) im Norden des ehemaligen Fliegerhorstes Jesau und östlich der Regionalstraße 27A-018 (ex A 195). Die nächste Bahnstation ist der Bahnhof Wladimirowo (Tharau) an der Bahnstrecke Kaliningrad–Bagrationowsk, der sich allerdings in Niwenskoje befindet.

## Geschichte
Der Ort wurde nach dem Zweiten Weltkrieg wohl im Zusammenhang mit dem Luftwaffenstützpunkt Aerodrom "Niwenskoje" (Аэродром "Нивенское"), dem ehemaligen Fliegerhorst Jesau, zunächst unter der Bezeichnung Sowchos Juschny eingerichtet. Aus diesem Namen lässt sich vielleicht schließen, dass der Ort zunächst zur Lebensmittelversorgung des in Juschny stationierten Militärpersonals eingerichtet wurde. Die Umbenennung in Sewerny (dt. nördlich) erfolgte offenbar in Analogie zu Juschny (dt. südlich) in Bezug auf die Rollbahnen des Luftwaffenstützpunktes.